# Diriá (Costa Rica)
Diriá es un distrito del cantón de Santa Cruz, en la provincia de Guanacaste, de Costa Rica.

## Historia
Diriá fue creado el 3 de septiembre de 1976 por medio de Decreto Ejecutivo 6369-G. Segregado de Bolsón.

## Geografía
Diriá cuenta con un área de 66,22 km² y una altitud media de 69 m s. n. m.

## Demografía
Para el año 2022, Diriá cuenta con una población estimada de 5148 habitantes, y para el último censo efectuado, en 2011, Diriá contaba con una población de 3905 habitantes.

## Localidades
- Cabecera: Santa Bárbara
- Barrios: Los Ángeles, Duendes, Lomitas, Oriente.
- Poblados: Calle Vieja, Coyolar, Chumico (parte), Diriá, Guaitil, Polvazal, Sequeira, Talolinguita, Trompillal.

## Transporte

### Carreteras
Al distrito lo atraviesan las siguientes rutas nacionales de carretera:
- Ruta nacional 21
- Ruta nacional 920
- Ruta nacional 931